# Слёзки (Могилёвская область)
Слёзки (бел. Слёзкі) — деревня в Мстиславском районе Могилёвской области Белоруссии. Входит в состав Красногорского сельсовета.

## География
Деревня находится в северо-восточной части Могилёвской области, в пределах Оршанско-Могилёвской равнины, на правом берегу реки Молотовни, на расстоянии примерно 7 километров (по прямой) к югу от Мстиславля, административного центра района. Абсолютная высота — 185 метров над уровнем моря.

## История
В конце XVIII века деревня входила в состав Мстиславского воеводства Великого княжества Литовского.
Согласно «Списку населенных мест Могилёвской губернии» 1910 года издания населённый пункт входил в состав Дудчицкого сельского общества Казимирово-Слободской волости Мстиславского уезда Могилёвской губернии. В деревне имелось 16 дворов и проживало 125 человек (63 мужчины и 62 женщины).
До 2017 года Слёзки входили в состав ныне упразднённого Селецкого сельсовета.

## Население
По данным переписи 2009 года, в деревне проживало 5 человек.